# كلاوديا كاردينالي

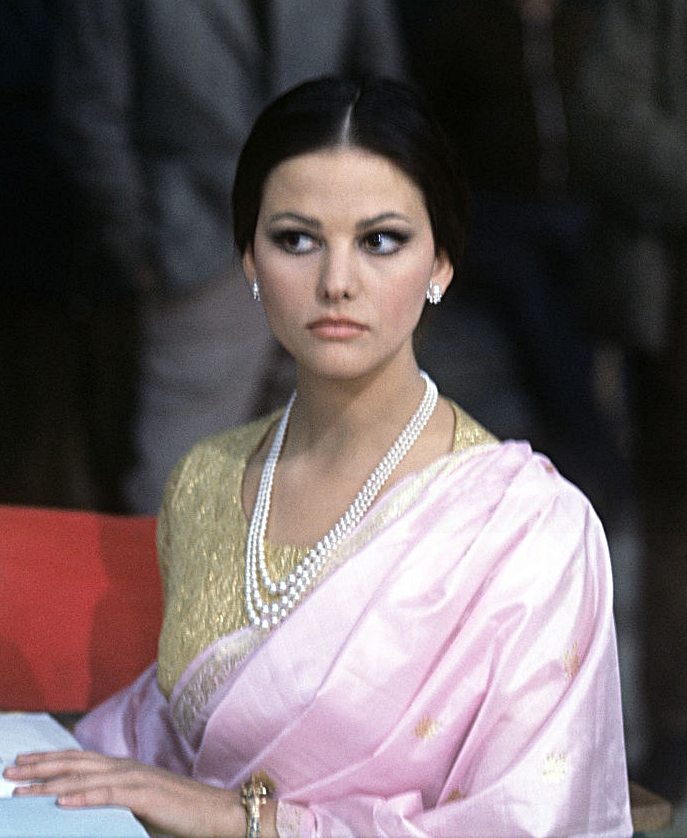
كلوديا كاردينالي في أثناء تصوير فيلم النمر الوردي

كلاوديا كاردينالي (ولدت في 15 أبريل/نيسان 1938) هي ممثلة سينمائية تونسية المنشأ إيطالية الأصل، ظهرت في معظم الأفلام الأوروبية التي لاقت حماسًا شديدًا في ستينيات وسبعينيات القرن الماضي، لاسيما الإيطالية والفرنسية، كما أنها ظهرت أيضًا في العديد من الأفلام الإنجليزية.
ولدت كلاوديا وترعرعت في مدينة حلق الوادي في الضاحية الشمالية لتونس العاصمة، وفازت في مسابقة «أجمل فتاة إيطالية في تونس» عام 1957. وكانت الجائزة رحلة إلي إيطاليا سرعان ما قادت إلى عقود أفلام، وذلك بفضل تدخل فرانكو كريستالدي الذي كان بمثابة مستشارها الناصح لسنوات ثم تزوجها فيما بعد. وبعد الظهور الأول لكردينالي في دور ثانوي مع عمر الشريف في فيلم جحا (سنة 1963) أصبحت واحدة من أشهر الممثلات في إيطاليا، بالإضافة إلى أدوارها في أفلام مثل فيلم روكو وإخوته (Rocco and His Brothers) (سنة 1960)، وفيلم الفتاة ذات الحقيبة (Girl with a Suitcase) (سنة 1961)، وفيلم الفهد (Leopard) (عام 1963)، وفيلم الخرطوشة (Cartouche) (سنة 1963) وفيلم ثمانية ونصف لفيديريكو فليني (سنة 1963).  ومنذ عام 1963، أصبحت كلاوديا أشهر الممثلات في الولايات المتحدة وبريطانيا عقب دورها في فيلم النمر الوردي (The Pink Panther) أمام ديفيد نيفن. ولعدة سنوات ظهرت في أفلام هوليوود مثل فيلم معصوب العينين (Blindfold) (عام 1965) أمام روك هودسون، وفيلم مأمورية مفقودة (Lost Command) (عام 1966)، وفيلم المحترفون (The Professionals) (عام 1966) وفيلم الجحيم مع الأبطال (The Hell With Heroes) (عام 1966)، وفيلم الملحمة الغربية لسيرجيو ليوني حدث ذات مرة في الغرب (Once Upon a Time in the West) (عام 1968)، وهو إنتاج أمريكي إيطالي مشترك. وقد أثنى الكثيرون على دور البغية السابقة الذي قدمته أمام جيسون روباردس وتشارلز برونسون وهنري فوندا.
عادت كلاوديا إلى السينما الإيطالية والفرنسية، لشعورها بالملل من صناعة السينما بهوليوود ولعدم رغبتها في أن تصبح «كليشيه»، وحازت جائزة ديفيد دي دانتيلو لأفضل ممثلة عن أدوارها في فيلم يوم البومة (Il giorno della civetta) (عام 1968) وكبغية مع ألبرتو سوردي في فيلم فتاة في أستراليا (A Girl in Australia) (1971). وفي عام 1974، إلتقت كلاوديا المخرج باسكال سكويتيري (Pasquale Squitieri)، الذي أصبح زوجها فيما بعد، وكثيرًا ما ظهرت في أفلامه بما في ذلك فيلم (I guappi) (عام 1974)، وفيلم كورليوني (Corleone) (1978) وفيلم كلاريتا (Claretta) (1984)، وقد حازت عن الفيلم الأخير جائزة ناسترو دي أرجينتو لأفضل ممثلة. وفي عام 1982، لعبت دور عشيقة كلايوس كينسكي في فيلم (Fitzcarraldo) لفرنر هرتزوغ التي جمعت الأموال لشراء سفينة في أمريكا الجنوبية. وفي عام 2010، نالت كلاوديا جائزة أفضل ممثلة في مهرجان البرتقالة الذهبية للأفلام العالمية في أنطاليا في دورته ال 47 عن دور مُسِنة إيطالية تستضيف طالب تركي شاب جاء إلى إيطاليا ضمن برنامج التبادل الطلابي في فيلم سينيورا انريكا (Signora Enrica).
تم إختيار كلاوديا لتكون سفيرة النوايا الحسنة للأمم المتحدة للدفاع عن حقوق المرأة منذ مارس/آذار لعام 2000، وذلك لدفاعها عن حقوق المرأة لسنوات. وفي فبراير/شباط لعام 2011، إختارتها مجلة لوس أنجلوس تايمز من بين أجمل 50 امرأة في تاريخ السينما.

## النشأة
ولدت كلاوديا جوزيبيني روز كاردينالي في مدينة حلق الوادي، في الضاحية الشمالية لتونس العاصمة. وقد وُلِدت أمها «يولاندي جريكو» في تونس لأسرة مهاجرة من صقلية وتحديدا من مدينة تراباني. كان لأجدادها من جهة الأم شركة صغيرة لبناء السفن في تراباني لكنهم إستقروا في مدينة حلق الوادي، حيث تتواجد جالية إيطالية كبيرة، وكان والدها «فرانسسكو كاردينالي» الذي وُلد في جيلا عاملا في شركة السكك الحديدية. كانت لغاتها الأصلية هي: لهجة صقلية التي تعلمتها من أهلها واللهجة التونسية واللغة الفرنسية، ولم تتعلم الإيطالية حتى بدأ إختبارها بالفعل للتمثيل في الأفلام الإيطالية.
تلقت كاردينالي تعليمها في مدرسة سانت جوزيف دي لا اباريشين بقرطاج (Saint-Joseph-de-l'Apparition de Carthage) التي كانت ترتادها برفقة أختها الأصغر بلانكا. بعد ذلك درست في مدرسة بول كامبون (école Paul Cambon)، التي تخرجت منها على أمل أن تصبح معلمة. عندما كانت في سن المراهقة كانت تتسم بالهدوء والصمت والغموض، شأنها كشأن غيرها من الفتيات في جيلها، وكانت مفتونة بالممثلة الفرنسية بريجيت باردو التي برزت في فيلم «الرب خلق المرأة» عام 1956.

## الحياة العملية

### فترة الخمسينيات 1950
كان أول لقاء لكلاوديا بعالم السينما عبارة عن فيلم قصير من إخراج رينيه فوليير شاركت به مع زملاء صفها في مهرجان برلين السينمائي ولاقى نجاحا. وقد أدى هذا الفيلم إلى جعلها مشهورة محليًا،  كما مكّن المخرج جاك باراتييه (Jacques Baratier) من التعرّف عليها ومنحها دورًا ثانويًا في فيلم جحا، قبلت كلاوديا الدور على مضضٍ لاسيما بعدما أوضح جاك بارتييه أنه يريد ممثلة تونسية وليست إيطالية لتجسيد الدور الأساسي أمام الممثل المصري عمر الشريف. ومع ذلك كان هذا الظهور بمثابة الظهور الأول في السينما.
جاءت نقطة التحول في عام 1957 خلال أسبوع السينما الإيطالية في تونس عندما فازت بجائزة «أجمل إيطالية في تونس.»  وكانت الجائزة عبارة عن رحلة لحضور مهرجان البندقية السينمائي. وبعد قيام العديد من المخرجين بتسليط الضوء عليها في هذه المناسبة، تلقت دعوة للدراسة في مركز السينما الفوتوغرافية بروما تحت إشراف «تينا لاتانزي» (Tina Lattnzi)، لكنها لم تكن تحضر بانتظام، فعلى الرغم من نظراتها الملائمة للتصوير كانت لديها بعض الصعوبات مع دروس التمثيل (يرجع ذلك جزئيًا إلى مشكلتها مع اللغة الإيطالية) ولذلك غادرت المركز مباشرة بعد إنتهاء الفصل الأول وقررت العودة إلى البيت، لتفوز بذلك بنشر قصة عودتها على غلاف مجلة إيبوكا (Epoca)، التي هالها القرار غير المتوقع لكلاوديا بتجاهل مستقبلها المهني كنجمة سينمائية. 
وإزاء عودتها إلى تونس، فوجئت بحملها غير المتوقع نتيجة العلاقة التي وصفتها «بالبشعة» بينها وبين رجل فرنسي، كان أستاذها لمدة عشرة سنوات، وقد بدأت حين كان عمرها لا يتجاوز 17 عامًا واستمرت سنة واحدة. وفور علمه بالأمر طلب منها التخلص من الجنين لكنها قررت الاحتفاظ به. تمكنت من حل هذه المشكلة من خلال توقيع عقد إحتكار مدته سبع سنوات مع شركة الإنتاج «فيديس» الخاصة بفرانكو كريستالدي. تمكن فرانكو كريستالدي من إدارة عملها مبكرًا، ثم تزوجت به من 1966 حتى 1975.
وبموجب العقد الجديد، حصلت كاردينالي عام 1958 على دور ثانوي مع ممثلين إيطاليين بارزين مثل فيتوريو جاسمان (Vittorio Gassman)، وطوطوه (Totò)، ومارسيلو ماستروياني (Marcello Mastroianni)، في كوميديا الجريمة التي لاقت نجاحًا عالميًا (Big Deal on Madonna Street (I soliti ignoti)) للمخرج ماريو مونيتشيلي. جسدت دور كارميليتا التي قام أخاها بإخضاعها وحبسها في المنزل، وحقق العمل الكوميدي نجاحًا كبيرًا، موسعًا بذلك شهرة كاردينالي بشكل كبير، حتى أن بعض الصحف الإيطالية أطلقت عليها لقب «خطيبة إيطاليا» (La fidanzata d' Italia). وفي وقت لاحق من ذلك العام حصلت على دور أساسي أمام إيفون مونلار في الكوميديا الرومانسية (ثلاثة غرباء في روما) لكلاوديو جورا.
كانت كاردينالي تعمل بشكل جيد حتى الشهر السابع من حملها، وبقي أمر حملها سرًا محكمًا. أصيبت بحالة من الإكتئاب نتيجة سيطرة أفكار الإنتحار عليها. وعندما أدركت أنها لم تعد قادرة على إخفاء وضعها، طلبت من كريستالدي إنهاء عقدها. نظرًا لتفهمه الورطة التي تعاني منها، أرسلها إلى لندن لتضع حملها بعيدًا عن أعين الصحافة. وبدوره أعلن أنها سافرت إلى لندن لتعلم اللغة الإنجليزية من أجل فيلم جديد. كما طلب من كاردينالي ألا تبوح بالسر وألا تكشف عن وضعها حتى لأن ذلك سيعد بمثابة خيانة للجمهور في نظر الجمهور ونهاية لمشوارها الفني. ولكي يحافظ على السر، وضع عقدًا مفصلاً على الطريقة الأمريكية ليخفي بذلك أدق التفاصيل عن حياتها، وليحرمها من أي فرصة للتصرف وتقرير مصيرها. في هذا الصدد أوضحت كلاوديا: «لم أعد صاحبة القرار لا في جسدي ولا في أفكاري، حتى أن التحدث إلى صديق عن أي شيء يُعتبر مجازفة فقد يغير صورتي العامة، وكأنه إذا تم نشر الأمر، كنتُ حينا سأقع في مأزق، لقد كان كل شيء في يد فيديس.»  أخفت كاردينالي السر لسبع سنوات ليس عن العامة فحسب، بل عن إبنها باتريك، الذي تربى في الأسرة مع والديها وأختها باعتباره مجرد أخ، لا أكثر ولا أقل.استمر هذا الوضع حتى إكتشف الصحفي انزو بياجي Enzo Biagi الحقيقة. وبعد أن قررت كاردينالي أن تخبر إبنها بكل شيء، قام الصحفي بنشر قصتها في مجلتي أوجي (Oggi)، وأوروبيو (L' Europeo).
وفي عام 1959، ظهرت أمام سيلفاتوري في فيلم المافيا الرياح الجنوبية (Vento del Sud)، كما لعبت دور زوجة موريتسيو أرينا Maurizio Arena في فيلم Il Magistrato للويجي زامبا. كما أنها تألقت في بطولة فيلم الجريمة Un Maledetto imbroglio أمام بيترو جيرمي، وكان هذا العمل بمثابة اختبار مهم للبراعة في فن التمثيل في الوقت الذي تتعلم فيه الشعور بالارتياح أما الكاميرا. وقد اعتبرت هذا بمثابة أول اختبار حقيقي لها كممثلة. بعد ذلك لعبت دور ماريا في الفيلم البريطاني (Upstairs and Downstairs) للمخرج رالف توماس Ralph Thomas ، بطولة كل من مايكل كريج Micheal Craig، وآن هايوود Anne Heywood. وفي أدوارها الأولى، كان يتم دبلجة صوتها، حيث كان المنتجون يعتبرونه أجش للغاية.

### فترة السيتينيات (1960s)
في عام 1960، لعبت كاردينالي دور البطولة أمام مارسيلو ماستروياني Marcello Mastroianni، في الفيلم الحائز على جائزة النمر الذهبي، انطونيو الجميل Il Bell' Antonio للمخرج بولونيني. وقد كان الفيلم بمثابة بداية الصداقة بين الأثنين. وقد أوضحت كاردينالي أن أفلامها مع المخرج بولونيني كانت من بين أمتع وأسعد الأعمال في حياتها المهنية، معتبرة إياه «مخرج عظيم، ورجل يتمتع بقدرة احترافية نادرة وذوق وثقافة عظيمين. أبعد من ذلك، اعتبرته على المستوى الشخصي صديق مخلص وحساس.»  وفي أفلام بولونيني لعبت كاردينالي أدوار الفتاة اللعوب الاستغلالية التي تقود الرجال إلى الهلاك. وفي خلال تصوير فيلم أنطونيو الجميل، وقع مارسيلو ماستروياني بطل الفيلم في حب كاردينالي، لكنها رفضته لأنها لم تأخذ حبه على محمل الجد، معتبرة إياه أحد هؤلاء الممثلون الذين لا يسعهم إلا الوقوع في حب رفيقاتهم في العمل. ومع هذا أصر ماستروياني أن مشاعره حقيقية، حتى بعد مرور سنوات عديدة. وقد أثبت التقمص العاطفي بين الاثنين مثاليته في خلق جو من التوتر بين الشخصيات في الفيلم. بعد ذلك جسدت كاردينالي دور بولين بونابارت في الفيلم الفرنسي نابليون في أوسترليتز (Napoleone ad Austerlitz). وبعد أن ظهرت أمام جاسمان Gassman وسلفاتوري Salvatori في فيلم صفقة كبيرة في شارع مادونا (Big Deal on Madonna Street)، وفيلم (Audace colpo dei soliti ignoti)، جسدت دور جينيتا Ginetta، خطيبة سبيروس فوكاس Spiros Focas، جنبًا إلى جنب مع سلفاتوري وآلان ديلون Alain Delon في الفيلم الذي أشاد به النقاد، روكو وإخوته للمخرج لوتشينو فيسكونتي. ومع ذلك، كان فيلم (Silver Spoon Set) للمخرج فرانسيسكو ماسيلي بمثابة الأداء الرئيسي لها الذي جذب إليها الإنتباه ومنحها المزيد من الإهتمام خلال تلك الفترة. وقد شَعُر فرانسيسكو فريدا أن هذا الفيلم مهّد أمامها الطريق إلى «نجاح عظيم»، مشيرًا إلى «روعة إبتسامتها» التي لاقت إستحسان الجمهور.
في عام 1961، جسدت كاردينالي دور مغنية جذابة في ملهى ليلي وأم صغيرة السن في فيلم الفتاة ذات الحقيبة (Girl With a suitecase) للمخرج فاليريو زورليني Valerio Zurlini. واستطاعت كلاوديا، نتيجة لخبرتها بالأمومة المبكرة، أن تتقن تجسيد شخصية عايدة وأن تعبِّر بصدق عن كل ما يتعلق بأم في سن المراهقة. كان هذا الدعم النفسي الذي إحتاجت إليه لشهور للتتغلب على مخاوفها وإعداد دورها. إختارها زورليني لدور شديد الصعوبة ضد رغبة الجميع، فهي لم تكن تُعتبر ممثلةً حقيقيةً بعد أو واحدة من الجميلات الإيطاليات الأكثر شهرة. كما أنه كان شديد القرب منها كما أنه كان داعمًا لها خلال الإنتاج، لذا تطورت بينهما صداقة حقيقية قوامها التفاهم المتبادل. في هذا الصدد أوضحت كاردينالي: «كان زورليني أحد الذين يعشقون المرأة حقًا؛ فقد كان تقريبًا يتمتع بحس مرهف تجاه المرأة. كان باستطاعته أن يفهمني بنظرة. لقد علمني كل شيء دون أن يجبرني على فعل أي شيء.... لقد كان حنونًا جدًا معي.»  وقد مدح النقاد أدائها بحرارة في فيلم الفتاة ذات الحقيبة، واعتبرها دينيس شوارتس أنها بلغت قمة السحر وقدمت أفضل ما لديها. وفي وقت لاحق من العام نفسه، لعبت كاردينالي دور مالكة مبغى أمام جان بول بلموندو Jean-Paul Belmondo في فيلم (La Viaccia) للمخرج بولونيني. وقد تم عرض كل من الفتاة ذات الحقيبة وفيلم La Viaccia في مهرجان كان السينمائي عام 1961. في ذلك الوقت لم تكن كاردينالي في موضع مقارنة مع الفنانتين السينمائيتين الإيطاليتين صوفيا لورين وجينا لولو بريجيدا، ومع ذلك بدأت العديد من الصحف والمجلات، ومنها مجلة باري ماتش، تعتبرها منافسة لبريجيت باردو. وقد تضمن عام 1961 ظهور كاردينالي في الكوميديا الفرنسية (Les Lions sont lâchés) للمخرج هنري فيرنوي Henri Verneuil،  وفيلم (Auguste) الذي لعبت فيه دورًا جوهريًا.
وفي العام التالي، جسدت دور البطولة في فيلم المغامرات الذي يرجع للقرن الثامن عشر (Cartouche) أمام جان بول بلموندو ولعبت دور فينوس، وقد حقق لها الفيلم نجومية كبيرة في فرنسا. كما لعبت دور انجيلينا Angiolina، معشوقة أنتوني فرانشوزا Antony Franciosa في فيلم senilità للمخرج بولونيني، وهي الشخصية التي وصفها الكاتب السينمائي جاسيك كلينوسكي Jacek Klinowski «بفتاة في العشرين من عمرها مفعمة بالحيوية وتتمتع بجمال لافت للنظر.»  وفي عام 1962، أجرى الكاتب ألبيرتو مورافيا حوارًا مع كاردينالي، وقد صب تركيزه على جمالها وعلى جسدها فحسب، متعاملاً معها على إنها مجرد شيء. وأوضحت كاردينالي: «لقد استخدمت جسدي كقناع وكتمثيل لنفسي.»  تم نشر الحوار في مجلة Esquire تحت عنوان إلهة الحب القادمة (The Next Goddess of Love). وقد سُرت كاردينالي عندما اكتشفت أن هذا الحوار قد ألهم الكاتب لنشر رواية إلهة الحب القادمة (La dea dell' amore)، التي تحتوي على إحدى الشخصيات التي تشبه كاردينالي بشدة من حيث المظهر الحسن والجذاب، في العام التالي. وبعد مرور سنوات قليلة، ستجسد دور شخصية مماثلة في فيلم يعتمد على رواية أخرى لمورافيا وهو Time of Indifference.
كان عام 1963 عامًا مثمرًا وحافلاً بالنسبة لحياة كردينالي المهنية، حيث ظهرت في العديد من الأعمال الإنتاجية الرائدة. فقد جسدت دور البطولة جنبًا إلى جنب مع برت لانكستر في فيلم الفهد (The Leopard) للمخرج لوتشينو فيسكونتي، الذي جسدت فيه دور فتاة قروية تتزوج من رجل تقدمي ينتمي إلى الطبقة الإرستقراطية (آلان ديلون). كما لعبت دور ممثلة سينمائية مع مارسيلو ماستروياني الذي لعب دور المخرج في فيلم 8½ للمخرج فيديريكو فليني Federico Fellini. وقد أشاد النقاد والباحثون بكلا الفيلمين واعتبروهما من بين أفضل الأفلام على الإطلاق. شاركت كاردينالي في الفيلمين خلال الفترة نفسها، منتقلة من أحدهما إلى الآخر ومحاولة الاستفادة من المنهج الصارم المنظم لفيسكونتي التي تتناقض بشدة مع أسلوب فليني المريح واعتماده كليًا على الارتجال. ففيسكونتي يفضل الهدوء والصمت والانعزال عن العالم الخارجي بحيث يكون التركيز كله على الفيلم، بينما يفضل فليني العمل في جو من الضوضاء والارتباك.
حتى هذه الفترة، لم يكن صوت كردينالي مستخدمًا في الأفلام الإيطالية، حيث كانوا يعتبرون صوتها غليظًا ولهجتها الإيطالية غير المناسبة المتأثرة بالفرنسية. ولم يسمحوا لها باستخدام صوتها حتى فيلم 8½. أوضحت كاردينالي: «عندما بدأت فيلمي الأول لم يكن بوسعي نطق حرف واحد. اعتقدت وكأنني على سطح القمر، ولم اتمكن من فهم ما يتحدثون عنه. كنت اتحدث اللغة الفرنسية، في الحقيقة كان يتم دبلجة صوتي. لقد كان فيديريكو فليني أول من استخدم صوتي. اعتقد ان صوتي كان غريبًا جدًا.»  وقد تمكنت كاردينالي من تحقيق الصدارة في النجومية من خلال دور انجيلكا في فيلم الفهد بالإضافة إلى الدور المختصر الذي ظهرت فيه بشخصيتها في فيلم 8½.
وفي العام نفسه، جسدت كاردينالي دور عاهرة في فيلم (La ragazza di Bube) أو (Bebo's Girl)،  الذي مثلت فيه بصوتها أيضًا. وقد حازت على جائزة ناسترو دي ارجنتو لأفضل ممثلة في عام 1965، عن دورها في الفيلم. مثلت كاردينالي في أول فيلم أمريكي لها (على الرغم من أنه أنُتِجَ في إيطاليا)، الذي لعبت فيه دور الأميرة دالا، وهي امرأة غنية من الطبقة الارسطوقراطية ومعشوقة دايفيد نيفين دايفيد نيفين في فيلم النمر الوردي (The Pink Panther) في كورتينا دامبيزو. قامت جيل جارنت Gale Garnett بدبلجة صوت كاردينالي لكنها لم تُعرَف بالدور. كان نيفين متحمسًا للعمل معها كما أخبرها بأنها «أجمل اختراع بعد المكرونة الإسباجتي.» 

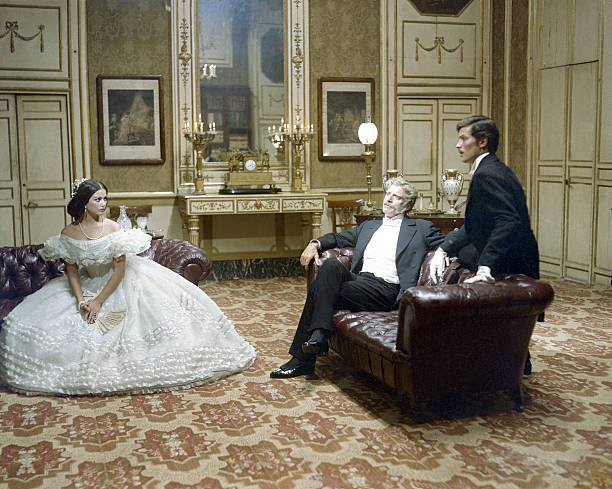
كاردينالي برفقة بيرت لانكاستر وآلان ديلون في فيلم الفهد (The Leopard) 1963.

في عام 1964، لعبت كاردينالي دور البطولة جنبًا إلى جنب مع رود ستايغر وشيلي وينترز في الفيلم الإيطالي Gli indifferenti)). بعد ذلك، قضت ثلاث سنوات في الولايات المتحدة حيث قامت ببطولة العديد من أفلام هوليوود. وقد تحدثت عن مدى استفادتها من التجربة موضحة أن المبادرة جاءت من الأمريكان؛ حيث كانوا يدعون الممثلات الأوروبيات الناجحات للتمثيل في أعمالهم، أملاً في احتكارهن. عانت الكثيرات من التجربة لكن كاردينالي تمكنت من الاحتفاظ بحريتها: «كنت أحرص على اهتماماتي ومصالحي الخاصة، لذا رفضت توقيع عقد احتكار مع شركة يونيفرسال ستوديوز. لم أوقع سوى لأفلام فردية. وفي النهاية صارت الأمور على ما يرام بالنسبة لي.»  في البداية لعبت دور البطولة أمام جون وين وريتا هيوارث Rita Hayworth في فيلم (Circus World) (1964) للمخرج هنري هاثاواي Henry Hathaway، وقد لعبت دور ابنة هايورث. وبحلول نهاية العِقد، عادت للقيام بأفلام إيطالية بشكل أساسي، قابلة بتخفيض أجرها، ومتجاهلة بذلك نجومية هوليوود. علاوة على ذلك أوضحت كاردينالي: «أنا لا أحب نظام النجومية، فأنا شخص عادي. وأحب أن أعيش في أوروبا. أعني أنني كنت أذهب إلى هوليوود كثيًرا، ومع هذا لم أرغب في توقيع عقد.»  ولهذا السبب لاحظ الكاتب دايفيد سيمبسون David Simpson أن كاردينالي لم تصل لمستوى شهرة لورين أو جينا لولوبريجيدا على الرغم من ظهورها في عدد أكبر من الأفلام الجيدة. وفي عام 1964، لعبت أيضًا دورًا رئيسيًا في فيلم (The Magnificent Cukold) المأخوذ عن عن المسرحية البلجيكية (Le Cocu magnifique). كانت كاردينالي في قمة الإحساس لكن نهاية الفيلم جلب لها ذكريات مزعجة وذلك لمشاعر الحب التي شعرت بها تجاه المنتج انطونيو بياترانجلي Antonio Pietrangeli، في الوقت الذي حاول النجم سيء الأخلاق أوجو توجانزي Ugo Toganzzi إغوائها. وفي عام 1965، ظهرت كاردينالي في فيلم Vaghe stele dell'orsa للمخرج فيسكونتي، المعروف باسم Sandra (Of a Thousand Delights) في الولايات المتحدة والمعروف باسم (Of These Thousand Pleasures) في المملكة المتحدة، ولعبت دور امرأة ناجية من الهولوكوست تربطها علاقة محرمة مع أخيها. وفي وقت لاحق من هذا العام، لعبت دور البطولة أمام روك هودسون Rock Hudson في فيلم معصوب العينين (Blindfold) من إنتاج شركة يونيفرسال ستوديوز، وهو آخر فيلم يخرجه فيليب دان (Philip Dunne). بدأ التصوير يوم 22 فبراير/شباط 1965 في موقع التصوير في أوكالا، فلوريدا. نشأت صداقة وطيدة بين كاردينالي وهودسون الذي تولى أمر حمايتها، لأنه كان يعلم أنها لا تشعر بالراحة خارج إيطاليا. وبينما كانت كاردينالي في هوليوود، أصبحت صديقة لباربرا سترايساند، وإليوت غولد، وستيف ماكوين، ومع هذا لم تشعر قط بأنها بين أهلها.
وبحلول عام 1966، أعتبروا كاردينالي أشهر نجمة سينمائية في إيطاليا، حتى أشهر من ماستروياني ولورين. أوضحت مجلة لايف: «أن جاذبية كاردينالي هي خليط من البساطة والإحساس المتوهج. فقد حركت مشاعر الرجال حول العالم لتخيلها حبيبة مثيرة وزوجة.»  ومع ذلك، وبعد نجاحها في هوليوود، بدأت تعبر عن مخاوفها إزاء المنعطف الذي ستأخذه حياتها المهنية. في مقابلة لكردينالي مع مجلة لايف (يوليو/تموز 1966) أعربت عن خوفها من أن يتم الافتتان بها بشكل زائد أو استغلالها مثل صوفيا لورين، وعلى الرغم من أن لديها العديد من الأفلام الأمريكية المصطفة، اوضحت: «إذا كان علي التخلي عن المال، سأتخلى عنه، فأنا لا أريد أن أصبح كليشيه.» 

كاردينالي في فيلم مأمورية مفقودة (Lost Command) (1966)

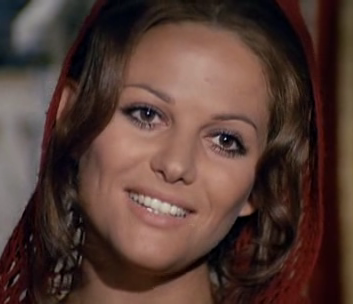
كاردينالي في فيلم (Nell' anno del signore) (1969)

وفي عام 1966، تم استخدام صورة كاردينالي على الغلاف الأصلي لألبوم (Blonde on Blonde) للفنان بوب ديلن، لكن تم استخدام الصورة بدون إذن من كاردينالي وتمت إزالتها في الإصدارات اللاحقة. في العام نفسه، لعبت كاردينالي بطولة فيلم الحرب (Lost Command) للمخرج مارك روبسون Mark Robson من إنتاج شركة كولومبيا بيكتشرز أمام الفنان أنتوني كوين، وآلان ديلون، وجورج سيجال George Segal. وقد عبر كوين عن حبه للعمل مع كردينالي، وعلى الرغم تعبيره عن حبه لكاردينالي ولورين على حد السواء، أوضح أن الإتصال بكلاوديا أسهل، فصوفيا تخلق انطباعًا بشيء ما أكبر من الحياة، شيء لا يمكن الحصول عليه، أما كلاوديا فهي ليست سهلة على الإطلاق، لكن يمكن الوصول إليها. كما لعبت أيضًا دور ماركيزة مكسيكسة في فيلم المحترفون The Professionals للمخرج ريتشارد بروك Richard Brook، الذي جمعها مرة أخرى على الشاشة مع بيرت لانكاستر. وقد تم اعتباره أفضل أمريكي قامت به.
وفي العام التالي ظهرت في فيلم وردة للجميع (Una rosa per tutti) وفي الفيلم الهزلي Don't Make Waves للمخرج ألكسندر ماكيندريك أمام توني كرتيس. وعلى الرغم من ملاحظة بعض اللحظات المضحكة، لاقى الفيلم انتقادات النقاد كما أنه اتضح عدم وجود الكمياء بين كاردينالي وزميلها كيرتس. ومن ناحية أخرى وصف ليونارد ميلتن Leonard Maltin الفيلم «بالجوهرة».
وفي بداية عام 1967، أنضم إليها كريستادلي في الولايات المتحدة. وفي أثناء إقامتهما في اتلانتا، فاجأها باصطحابها إلى حفلة زفافهما التي جَهَزَ لها دون علم كاردينالي. انطلقت إلى حفل الزفاف لكنها أدركت إنها غير قادرة على اتخاذ قرارات بشأن حياتها الخاصة. لم يتم إعلان الزواج في إيطاليا أبدًا.
وفي عام 1968، ظهرت كاردينالي أمام فرانكو نيرو Franco Nero في فيلم Il giorno della civetta، في الأداء الفائز بجائزة دايفيد دي دانتيللو لأفضل ممثلة David di Donatello for Best Actress. بالإضافة إلى ذلك، تعاونت من جديد مع روك هودسون في كوميديا الجريمة الإيطالية (Ruba al prossimo tuo) للمخرج فرانسيسكو ماسيللي Francesco Maselli. كما أنها ظهرت جنبًا إلى جنب مع رود تايلو Rod Taylor في فيلم الجحيم مع الأبطال (The Hell With Heroes) ولعبت دور البطولة في أحد أفضل أدوارها كبغية سابقة في الملحمة الغربية حدث ذات مرة في الغرب (Once Upon a Time in the west)). وقد كشف هذا الدور عن قوة أدائها في دور البغية جيل Jill التي وصفهها روبرت سي كامبو Robert C. Cumbow، كاتب السيرة الذاتية لليوني Leone بأنها:«ستظل محفورة دائمًا في تاريخ السينما» كما أنه لاحظت مدى مناسبة الدور لها موضحًا أن جمالها الجسدي يختلط بإيحاءاتها التصويرية الغامضة مما سهّل تطور شخصية جيل من بغية لمُشيدة مدينة، ومن عاهرة لأم للأرض ومن مذنبة إلى رمز لأمريكا، باختصار قدمت نموذجًا للبغية التي تحمل قلبًا من ذهب. وفي عام 1969، ظهرت كاردينالي أمام نينو مانفيردي Nino Manferdi في فيلم (Nell' anno del signore) المقتبسة من قصة حقيقية عن إعدام اثنين من جمعية كاربوناريا أو مشعلو الفحم في روما البابوية. تلا ذلك قيامها بدور عاملة تليفون في فيلم (Certo certissimo...anzi Probabile) المعروف باسم (Dairy of Telephone Operator) أو مذكرات عاملة تليفون. كما قامت بدور ممرضة أمام سيان كونري Sean Connery ، وبيتر فينك Peter Finch في فيلم (The Red Tent) أو المعسكر الأحمر للمخرج ميخائيل كلاتوزوف Mikhail Kalatozov، المأخوذ عن القصة الخاصة بمهمة إنقاذ أومبرتو نوبيل Umberto Nobile وبقية الناجمين من حادث تحطم المنطاد Airship Italia.

### فترة السبعينيات (1970s)

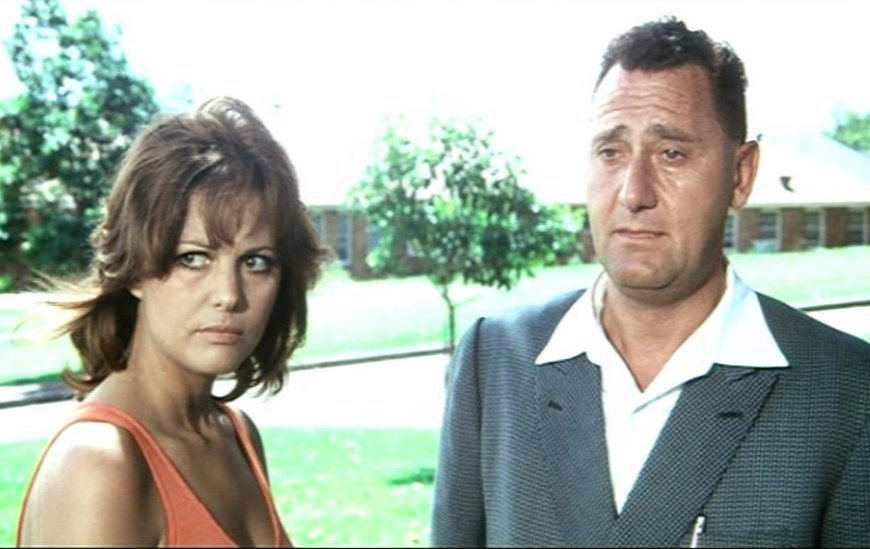
كاردينالي برفقة ألبيرتو سوردي Alberto Sordi في فيلم فتاة في أستراليا (A Girl in Australia) (1971)، والذي حازت عنه جائزة دايفيد دي دانتيللو لأفضل ممثلة (David Di Dantelo for Best Actress)

في عام 1970، لعبت كاردينالي دور البطولة أمام بيتر ماكنري وإيلي والاش في الفيلم الكوميدي (The Adventures of Gerard) أو مغامرات جيرارد للمخرج جيرزي سكوليموفسكي Jerzy Skolimowski المقتبس من مجموعة القصص القصيرة (The Exploits of Brigadier Gerard) أو مآثر العميد جيرارد للكاتب البريطاني آرثر كونان دويل. وفي عام 1971، شكلت بطولة ثنائية مع بريجيت باردوت في الكوميديا الفرنسية الغربية (The Legend of Frenchie King) أو أسطورة الملك فرنك، كما ظهرت في دور بغية أمام ألبيرتو سوردي في الفيلم الكوميدي (A Girl in Australia) أو فتاة في أستراليا للمخرج لويجي زامبا. وفي العام التالي، حصلت كاردينالي على جائزة دايفيد دي دانتيللو لأفضل ممثلة (David Di Dantelo for Best Actress) عن دورها في هذا الفيلم، الذي بدأ تصويره في فبراير/شباط ومارس/آذار 1971. وفي عام 1972، ظهرت كاردينالي في فيلم (L' udienza) أو جلسة الاستماع للمخرج ماركو فيريري Marco Ferreri الذي تم عرضه في مهرجان برلين السينمائي الدولي في دورته ال22. كما ظهرت أيضًا في فيلم (La Scoumoune) أو الحظ السيء مع كل من جان بول بيلموندو وميشال كونستانتين. وبعد قيامها بدور أرسطوقراطية روسية أمام أوليفر رييد في فيلم (One Russian Summer)، الذي يتناول فترة ما قبل الثورة الروسية، وذلك عام 1973، لعبت دور البطولة أمام فرانكو نيرو Franco Nero في فيلم (I guappi) (1974)، وهو فيلم درامي تاريخي يتمتع بعناصر أفلام الإثارة والحركة والجريمة (المعروفة باسم النوار). ألتقت كاردينالي بالمخرج باسكال سكويتيري لأول مرة، وسرعان ما أصبح زوجها.

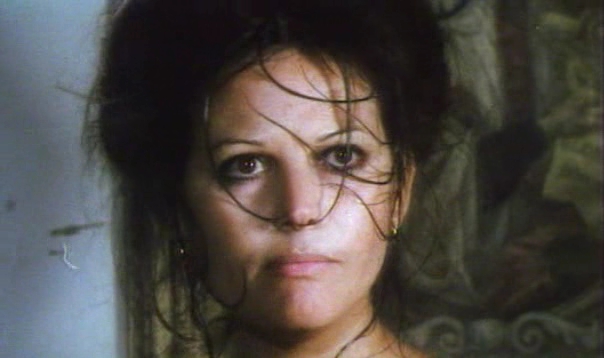
كاردينالي في فيلم (I guappi) (1974)

في عام 1975، لعبت كاردينالي دور ابنة منفي سياسي (أدولفو شيلي) في فيلم (Libera, My Love) للمخرج ماورو بولونيني Mauro Bolognini، وهي الشخصية التي «أثارت غضب الحكومة الفاشيى ة في إيطاليا حيث أنها أثارت العديد من التلميحات الجريئية جدًا والشخصية ضدها.»  وفي وقت لاحق من هذا العام ظهرت في العملين الكوميديين (The Immoral Bechalor) مع فيتوريو جاسمان Vittorio Gassman وفيلم (Qui cominica l'avventura) مع مونيكا فيتي Monica Vitti. وقد لاحظ كاتب السيرة الذاتية لفيتي كيف شكلت كل من كاردينالي وفيتي ثنائيًا أنثويًا في فريق عمل يغلب عليه الرجال.
في عام 1976، ظهرت في الفيلم الكوميدي (Il Commune senso del pudore)، من كتابة وإخراج ألبيرتو سوردي الذي شارك في البطولة. وفي العام التالي، قامت بدور زانية في المسلسل القصير (Jesus of Nazareth) أو يسوع الناصري، حيث جسد روبرت بوويل Robert Powell دور يسوع كما جسدت آن بانكروفت Anne Bancroft دور مريم المجدلية، وإيرنست بورجنين Ernest Borgnine في دور كورنيليوس قائد المئة الروماني. لعبت كاردينالي دور البطولة في فيلم زوجها (Il perfetto di ferro)، الذي يتناول قصة القيصر موري الذي قام بدوره (جوليانو جيما Giuliano Gemma) وهو بريفكتوس إيطالي (لقب يطلق على قائد الجهاز الإداري) الذي كان يعرف عنه اسم (the Iron Perfect) أو القائد الحديدي قبل فترة الحكم الفاشي وخلاله.وقد شارك الفيلم في جائزة دايفيد دي دانتيلو لأفضل فيلم مع فيلم (In nome del papa Re) أو باسم البابا الملك. في عام 1978، ظهرت كاردينالي في الفيلم السياسي التشويقي (Goodbye & Amen – L'uomo della CIA) للمخرج داميانو دامياني، كما مثلت جنبًا إلى جنب مع جيما في فيلم العصابات (Corleone) من إخراج زوجها، والذي يتناول صقلية في فترة الخمسينيات من القرن نفسه.
وبعد قيامها بدور آخر في فيلم (L'arama) من إخراج سكويتيري (Squitieri)في عام 1978، جسدت دور إيليانا «سيدة مبغى قوية»، وصديقة تيلي سافالاس (Telly Savalas) في فيلم الحرب والمغامرة (Escape to Athena) الهروب إلى أثينا (1979). وقد حظى الفيلم، الذي بدء تصويره في رودس، باستقبال ضعيف؛ حيث حصل على معدل 32% على موقع (Rotten Tomatoes) اعتبارً من يوليو/تموز 2015.

### فترة الثمانينيات (1980s)
وبعد قيامها بدور في فيلم (S Salvi Chi Vuole) عام (1980)، بالإضافة إلى قيامها بدور صغير في فيلم (The Salamander) للمخرج زينير Zinner، أمام فرانكو نيرو Franco Nero، وأنتوني كوين وكرستوفر لي،  لعبت دور معشوقة مارسيلو ماستروياني في فيلم (The Skin) للمخرجة ليليانا كافاني، الذي جمعها ببرت لانكستر. شارك الفيلم في مهرجان كان السينمائي لعام 1981. وفي عام 1982، ظهرت في فيلم (Fitzcarraldo) للمخرج ويرنر هيرزوج Werner Herzog، بدور مالكة مبغى ناحجة قامت بتمويل كلايوس كينسكي لشراء باخرة قديمة في أمريكا الجنوبية. تم تصوير الفيلم المستوحى من قصة كارلوس فيرمين فيتسكارالد Carlos Fermín Fitzcarrald (بارون من بيرو)، في البرازيل وبيرو. لاقى الفيلم إشادة جيدة من قبل النقاد، حيث وصفه فنسنت كنبي، الناقد بجريدة نيويورك تايمز: "فيلم جيد ومميز وجذاب." كما وصفه "بالعرض المذهل" إذا ما قورن الأداء الحيوي بين كينسكي وكاردينالي بأداء كاثرين هيبورن وهمفري بوغارت في فيلم (The African Queen) للمخرج جون هيوستن. كما أوضح أنه على الرغم من أن وقت ظهور كاردينالي على الشاشة لم يكن كافيًا لسوء الحظ، تمكنت من فرض أسلوبها الفكاهي، وأشاد بالطريقة التي تمكنت بها من تحويل كينسكي المشهور بطبيعته المتقلبة، والمعروف عنه تجسيد أدوار جنون العظمة والمجرمين، وجعله يقدم ظهورًا ساحرًا على الشاشة"، مضيفة بذلك بعدًا جديدًا في مسيرته السينمائية. وفي وقت لاحق من العام، لعبت دورًا أمام بيير موندي Pierre Mondy في العمل الهزلي (Le Cadeau)، وهو الدور الذي أدعى كتاب السيرة الذاتية لانسيا ومينيللي أنها لعبته "بجمال ناضج وبقدرة على التعبير".

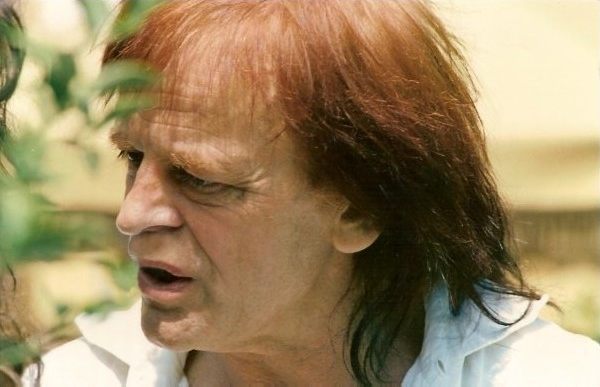
كلايوس كينسكي الذي لعب البطولة أمام كاردينالي.

وفي عام 1983، لعبت كاردينالي دورًا في المسلسل القصير (Princess Daisy)، كما ظهرت أمام كل من لينو فينتورا Lino Vintura وبرنارد جيرادو Bernard Giraudeau في الفيلم الفرنسي الكندي (Le Ruffian).
وفي عام 1984، جسدت دور عشيقة مارسيلو ماستروياني في فيلم (Henry IV) هنري الرابع من إنتاج ماركو بيلوشيو Marco Belocchio، المأخوذ عن مسرحية لويجي برانديلو التي تحمل الاسم نفسه. وقد شارك الفيلم في مهرجان كان السينمائي لعام 1984. وقد دخل فيلم (Claretta)عام (1984) من إخراج سكويتيري، وتمثيل كاردينالي وجيما، المنافسة في مهرجان البندقية السينمائي الدولي في دورته ال41. وقد حصلت على جائزة ناسترو دي أرجيتنو (Nastro d' Argento) لأفضل ممثلة. وفي عام 1985، جسدت كاردينالي دور البطولة أمام بين جازارا Ben Gazzara ولينا ساستري Lina Sastri في (La donna delle meraviglie). قد دخل الفيلم مهرجان فينسيا السينمائي الدولي عام 1985.
وفي عام 1986، شاركت كاردينالي في صناعة فيلمين للتليفزيون. وفي فيلم (La Storia) (من رواية إلسا مورانتي Elsa Morante)، جسدت كاردينالي دور أرملة تربي طفلاً في الحرب العالمية الثانية. وفي المسلسل القصير (Naso di Cane) الذي أخرجه زوجها، مدحها إنريكو لانسيا Enrico Lancia وروبرتو بوبي Roberto Poppi عن «لمستها الكوميدية الخفيفة». في عام 1987، لعبت البطولة أمام بيتر كويوت وجريتا سكاكي Greta Schacchi وجيمي لي كرتيس في فيلم (A Man in Love)، ويعد أول فيلم باللغة الإنجليزية للمخرجة ديان كوريس Dian Kurys . هذا وقد شارك الفيلم في مهرجان كان السينمائي لعام 1987. أثنى النقاد على أداء كاردينالي في دور والدة سكاكي التي تعاني من السرطان، حيث أشار ديسون هوي Desson Howe، الكاتب بجريدة واشنطن بوست، إلى «عناصر الدفء والتألق» التي أضفتها على الدور. علاوة على ذلك، قارن هال هينسون Hal Hinson ، الكاتب في جريدة بوست أيضًا، بين الإحساس الذي تتمتع به سكاكي والذي تمتعت به كاردينالي في أول أدوارها، موضحًا أنهما يتمتعان بالقدر نفسه من الإحساس. وبعد دورها في العمل الكوميدي (Blu elettrico) عام 1988، جسدت دور يولاندي دي بولاسترون (Yolande de polastron) المفضلة لدى ماري أنطوانيت، في الفيلم المكون من جزأين (La Revolution Francaise) أو الثورة الفرنسية من إخراج روبرت إنريكو Robert Enrico، وريتشارد تي هيفرون Richard T. Heffron. تمتع الفيلم بإنتاج عالمي وضم فريق عمل يتضمن كلاوس ماريا براندور Claus Maria Brandauer، وجين سيمور Jane Seymour، وبيتر أوستينوف Peter Ustinov، والجدير بالذكر أن الفيلم مكون من 360 دقيقة وتم تقديمه احتفالاً بمرور مائتي عام على الثورة الفرنسية.

### فترة التسعينيات (1990s)

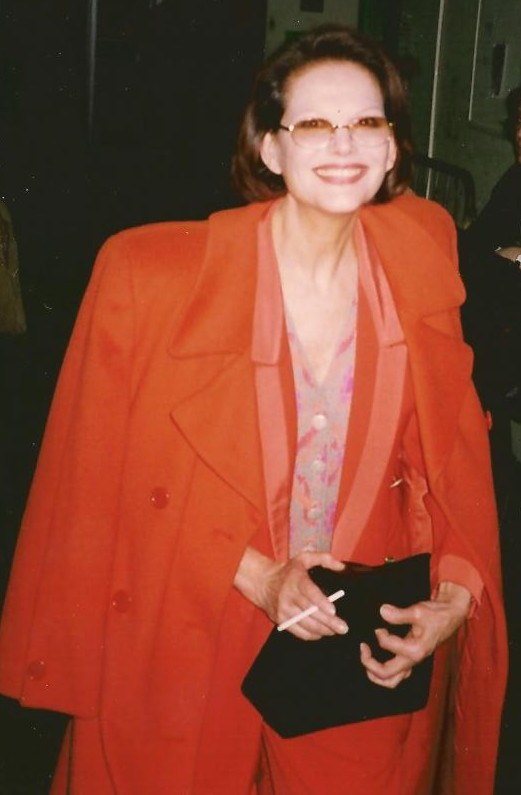
كاردينالي في عام 1995

في عام 1990، جسدت كاردينالي دور البطولة أمام برونو كريمير Bruno Cremer في فيلم زوجها (ِAtto di dolore)، وظهرت في فيلم (La battaglia dei tre tamburi di fuoco) أو معركة الملوك الثلاثة، المقام أحداثه في المغرب والذي يتمتع بإنتاج سوفيتي إيطالي مشترك. في عام 1991، ظهرت كاردينالي جنبًا إلى جنب مع كل من ريتشارد بيري Richard Berry، وعمر الشريف في فيلم (Mayring) أو الأم من إخراج هنري فيرنوي Henry Verneuil، وهو فيلم يدور حول كفاح أسرة أمريكية هاجرت إلى مارسيليا في فرنسا من تركيا عقب الإبادة الجماعية الأمريكية عام 1915. وقد شجع نجاح الفيلم فيرنوي على عمل فيلم (588, rue paradise) في العام التالي، وهو جزء مكمل له بفريق العمل نفسه. أثنى النقاد على دور الأم الذي لعبته كاردينالي. في هذا الصدد، أشار الاتحاد الخيري الأرمني العام إلى «الأداء المثالي الذي لا يشوبه عيب لهؤلاء الممثلين البواسل، لاسيما كلاوديا كاردينالي.» وفي عام 1993، حازت كاردينالي جائزة الأسد الذهبي عن مجمل أعمالها في مهرجان البندقية السينمائي، حيث تم تكريمها مع كل من رومان بولانسكي Roman Polanski، وروبرت دي نيرو Robert di Nero، وستيفن سبيلبيرج Steven Spielberg. وافقت كاردينالي على التعاون مجددًا مع كل من بلاك إدوارد، وهيربرت لوم Herbert Lom، وبيرت كويك Burt Kwouk في فيلم (The Son of the Pink Panther)، احتفالاً بمرور 30 عامًا على فيلم (The Pink Panther). كان هذا هو الفيلم الأخير لإدوارد، وقد حقق فشلاً ذريعًا على كل من المستوى النقدي والتجاري، حيث عبر النقاد عن ضيقهم من «السيناريو غير المضحك إلى حد الكآبة»، وأداء روبرت بينيني Robert Benigni في دور كلوسو Clouseau، الذي حصل على إثره على جائزة التوتة الذهبية لأسوأ نجم صاعد. وقد حصل الفيلم على تقييم 6% بناءً على 34 مشاهدة على موقع Rotten Tomatoes لتقييم الأفلام. وفي عام 1994، حصلت كاردينالي على دور في فيلم (Elles ne pensent qua'ca..,) للمخرجة تشارلوت دوبروي Charlotte Dubreuil، وفي العام التالي، ظهرت في المسلسل التليفزيوني الفرنسي (10-07: L'affaire Zeus).
وفي عام 1997، مثلت كاردينالي في المسلسل الدرامي التليفزيوني البريطاني الإيطالي القصير (Nostromo)، من إخراج اليستر ريد Alastair Reid، وإنتاج فرناندو غيا Fernando Ghia المسئول عن (Pixit Productions)، بالاشتراك مع كل من راي (راديو تلفزيون إيطاليا)، والتلفزيون الإسباني، وWGBH Boston. وقد وُصِف الفيلم باعتباره «مقتبس عن رواية جوزيف كونراد الملحمية (نوسترومو)، التي تتناول الاضطرابات السياسية والجشع والرومانسية في أمريكا الجنوبية في مطلع القرن العشرين.»  وقد تم ترشيح كاردينالي وفريق العمل لجائزة ALMA لأبرز فريق عمل لاتيني في فيلم تلفزيوني أو مسلسل قصير. وفي وقت لاحق من عام 1997، ظهرت كاردينالي في فيلم (Sous les pieds des femmes) كما شاركت في فيلم (ٍStupor Mundi)، الذي جسدت فيه ى دور كونستانس من أراغون. وفي عام 1998، لعبت كاردينالي دور والدة لولا نايمارك Lola Naymark في فيلم (Riches, belles, etc.)، البارونة الثرية التي تركت فندقها لابنتها في أثناء غيابها. وفي العام التالي، لعبت دور امرأة قروية وأم لطفلين من المضمين إلى جيش كارمن كروكو Carmin Crocco خلال فترة جوزيبي غاريبالدي في فيلم (Li chiamarono... briganti!) أو هم يُدعون..لصوص! من إخراج زوجها ونتيجة لتلقيه بشكل ضعيف، تم تخفيض تكاليف الإنتاج، كما رفض المنتجون تعيين حقوق البث.

### من عام 2000 حتى الوقت الحالي

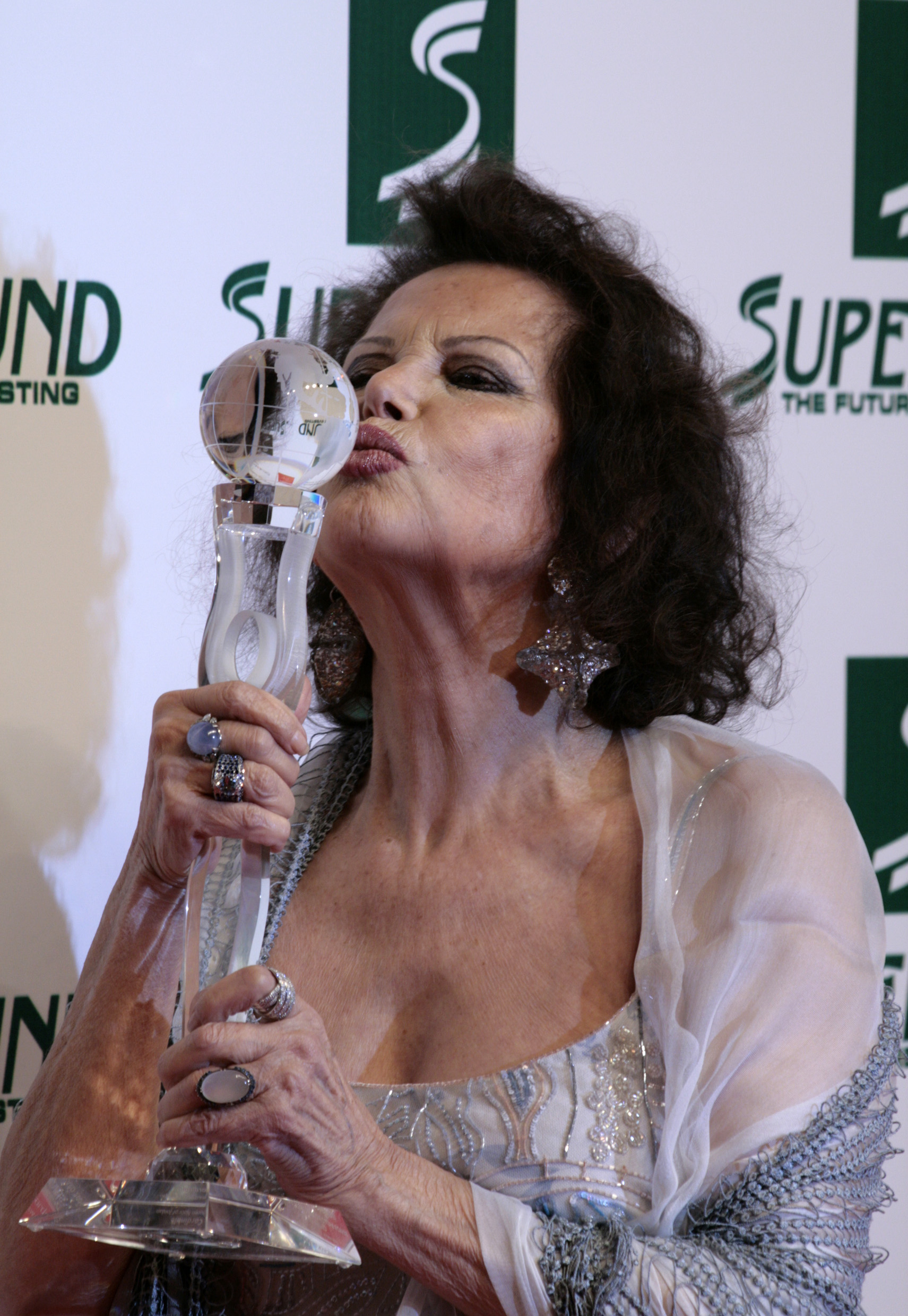
كاردينالي في حفل توزيع جوائز المرأة العالمية لعام 2009

وفي عام 2000، اتخذت كاردينالي خطوة جديدة في مسيرتها الفنية من خلال ظهورها على خشبة المسرح، حيث جسدت بطولة مسرحية (La Venexiana) للمنتج المسرحي والسينمائي ماوريتسو سكابارو Maurizio Scaparro التي قام رينيه دي سيكيتي René de Ceccatty باقتباسها عن فيلم يحمل الاسم نفسه، على مسرح Théâtre du Rond-Point بباريس. كما ظهرت في الفيلم التلفزيوني (Élisabeth - Ils sont tous nos enfants) من إخراج زوجها. وبعد مرور عامين، انطلقت في جولة مسرحية في إيطاليا، حيث جسدت دورًا في مسرحية (Come tu mi vuoi) للكاتب لويجي بيرانديلو، من إخراج سكويتيري. وظهرت وكأنها "كونيسة باهتة" بحسب وصف روجر ابيرت Roger Ebert أمام جيرمي ايرون Jermy Irons في الفيلم التشويقي المثير (And Now... Ladies and Gentlemen) للمخرج كلاودي لولوش Claude Lelouch،  حيث جسدت دور شخصية تستمتع بوقتها في مدينة فاس بالمغرب مع قواد وسيم. وقد تم عرض الفيلم خارج المنافسة في مهرجان كان السينمائي عام 2002. وقد حصل الفيلم على تقييمات متناقضة؛ حيث وصفه "ايه اوه سكوت" A.O. Scott بجريدة نيويورك تايمز بالسخافة، في حين إمتدح مايكل ليجراند Micheal Legrand كل من تركيبات لا تشوبها شائبة في فن العرض السينمائي (سينما سكوب)" و"النتاج الخصب والمحنك".
وفي عام 2005، ظهرت كاردينالي في مسرحية (Sweet Bird of Youth) للكاتب المسرحي تينيسي وليامز والمخرج والمنتج المسرحي فيليب أدرين Philip Adrien.
وفي موسم 2006/2007، برزت أيضًا في مسرحية أخرى لويليام وهي (The Glass Menagerie) من إخراج أندريا ليبروفيتشي Andrea Liberovici، حيث لعبت شخصية أماندا. وفي عام 2007، ظهرت في الفيلم الكوميدي لإلين ايسرمان (Cherche fiancé tous frais payés) أمام كل من ألكسندرا لامي Alexandra Lamy، وبرونو سالوموني Bruno Salomone، في دور وصفه باتريك بيسون Patrick Besson «بالرهيب».
وفي العام التالي، وبعد قيامها بدور في الفيلم التليفزيزني (Hold-up à l'italienne)، جسدت دور البطولة في الفيلم الذي أثنى عليه النقاد (The String)، حيث لعبت دور أم تونسية تربطها علاقة عاصفة ومتوترة مع إبنها الشاب الذي تلقى تعليمًا فرنسيًا. وقد أشار مايكل دي كليم Micheal D. Klemm الكاتب بموقع cinemaqueer.com إلى كيفية قيام الفيلم بتخطي المحرمات من خلال تناول الجنسية العرقية والمثلية. كما أثنى على تجسيد كاردينالي الرائع لدور الأم المتسلطة، حيث قارن بين المشهد الذي أحضرت فيه فتاة لطيفة لمالك (Antonin Stahly) لمقابلتها بفيلم هارلود ومود (Harlod and Maude) عام 1971.
وفي عام 2010، حازت كاردينالي جائزة البرتقالة الذهبية لأفضل ممثلة في مهرجان البرتقالة الذهبية للأفلام العالمية في أنطاليا في دورته ال 47 عن دور مُسِنة إيطالية تستضيف طالبًا تركيًا شابًا جاء إلى إيطاليا في إطار التبادل الطلابي بين البلدين، في فيلم سينيورا انريكا (Signora Enrica). وقد تم تصوير الفيلم ذي الإنتاج الإيطالي التركي المشترك في كل استانبول وريميني.
وفي عام 2012، برزت كلاوديا أمام كل من جان مورو Jeanne Moreau ومايكل لونسديل Michael Lonsdale في فيلم (Gebo and the Shadow)، الذي يعد آخر فيلم روائي طويل للمخرج البرتغالي مانويل دي أوليفيرا Manoel de Oliveira. أشاد النقاد بالفيلم، ونتيجة لذلك حصل على تقييم 100% على موقع Rotten TomatoesK، وهو أمر نادر الحدوث. كما عُرِضَ في الدورة ال69 من مهرجان البندقية السينمائي. وقد وصفه مراسلو هوليود «بمجموعة متناغمة من الفنانين القديرين الذين يذكروننا بالشخصيات التمثيلية الدرامية.»  وفي عام 2013، تألقت كاردينالي جنبًا إلى جنب مع الممثلات المساعدات باتريشيا بلاك Patricia Black وكلوي كونها Chloé Cunha في فيلم (Joy de V.) للمخرجة والمنتجة ناديا سولد . كما لعبت دورًا في دراما الحرب (The Silent Mountain) للمخرج إرنست جوسنر Ernst Gossner. يتناول الفيلم قصة حب نشأت في جبال الدولوميت في أثناء إندلاع الحرب العالمية الأولى بين إيطاليا والنمسا والمجر عام 1915. وقد وصفها جونسر بأنها «تتمتع بروح رائعة خلال فترة التصوير»، كما أنه لاحظ أن كاردينالي روت لفريق الإنتاج «قصصًا أسطورية» عن مارشيللو ماستيريواني. وفي 2014، جسدت كلاوديا دور فيسكونتيسة إيطالية ودودة في الفيلم الدرامي (Effie Gray)، صياغة إيما تومسون وبطولة داكوتا فانينغ Dakota Fanning. وفي أثناء الترويج لفيلم (Effie Gray)، صرحت كاردينالي في لقاء لها: «ما زلت مستمرة في العمل، وقد قدمت حتى الآن 142 فيلم. عادة نتوقف عن العمل حين نكبر في السن ، لكنني لا أزال أعمل وهو أمر جيد... لطالما كنت محظوظة جدًا لأنني عملت مع العديد من المخرجين الرائعين مثل: فيلليني، وفيسكونتي، وبلاك إدوارد، والكثير والكثير...».

## الحياة الشخصية
التقت كاردينالي بالمنتج السينمائي الإيطالي فرانكو كريستالدي Franco Cristaldi uhl 1958. وتزوجته في اتلاتنا عام 1966، لكنهما انفصلا عام 1975. وازدادات المسافة اتساعًا بينهما وانفصلا بشكل نهائي حيث أراد كريستالدي أن يتزوج مجددًا دون أن تكون هناك أية روابط بينهما. وعلى الرغم من أن كاردينالي كانت تؤمن بأن زواج أتلانتا ليس له وجود في إيطاليا، وافقت على طلبه. نتيجة لذلك، تزوج كريستالدي زيودي أرايا Zeudi Araya ولم يعد هناك أي عقود تربطه بكاردينالي.
وعاشت كاردينالي مع المخرج السينمائي الإيطالي باسكال سكويتيري منذ عام 1975، ولديها طفلان: باتريك، الذي انجبته وعمرها 19 عامًا نتيجة لعلاقة غير شرعية والذي تبناه كريستالدي فيما بعد،  وكلاوديا، التي أنجبتها من سكويتيري. كانت كاردينالي تجيد التحدث بطلاقة باللهجة الصقلية واللغة العربية والفرنسية والإيطالية والإنجليزية والإسبانية. كانت فرانسيسكا ابنة أختها ممثلة أيضًا.
وتعد كاردينالي سياسية ليبرالية تدعم الشئون النسائية لسنوات. كما أنها كثيرًا ما تعبر عن مدى إعتزازاها بخلفيتها التونسية وجذورها العريقة المنتمية للثقافة العربية، وذلك طبقًا لما جاء في كتابها (Ma Tunisie)، كما أعلنت عن اعتزازها عن ظهورها بشخصيتها التونسية في الفيلم التونسي (Un été à La Goulette) أو صيف في حلق الوادي. تم اختيار كاردينالي لتصبح سفيرة النوايا الحسنة للدفاع عن حقوق المرأة بالأمم المتحدة منذ مارس/آذار 2000. وسفيرة النوايا الحسنة في يوم الماء العالمي لعام 2006 المنظم من قبل اليونسكو.
ونشرت كاردينالي سيرتها الذاتية (Io Claudia, Tu Claudia) بمساعدة آن موري عام 1995. وكانت من الحضور المنتظمين في جوائز الأكاديمية. تضمنت الجوائز التي حصلت عليها جائزة الأسد الذهبي في مهرجان البندقية السينمائي عام 1993، والدب الذهبي من مهرجان برلين السينمائي عام 2002. وفي فبراير/شباط عام 2011 اختارتها مجلة نيويورك تايمز ضمن أجمل 50 ممثلة في تاريخ السينما. وقد تحدثت عن تمثيلها: "لم أشعر بالفضيحة قط وكان الاعتراف ضروريًا كي أصبح ممثلة. لم أكشف عن نفسي أو حتى جسدي في الأفلام. فالغموض ضروري للغاية. وفي مقابلة لها عام 2014، كشفت عن سر سعادتها: "إذا كنت تريد ممارسة هذه المهنة، فعليك عليك أن تتحلى بقوة داخلية. وإلا فلن يعد بوسعك أن تعرف من أنت. ففي كل فيلم يستلزم أن أكون امرأة مختلفة، وحين أكون أمام الكاميرا أكون شخص آخر! لكن حين انتهي أعود إلى نفسي من جديد.

## معرض الصور

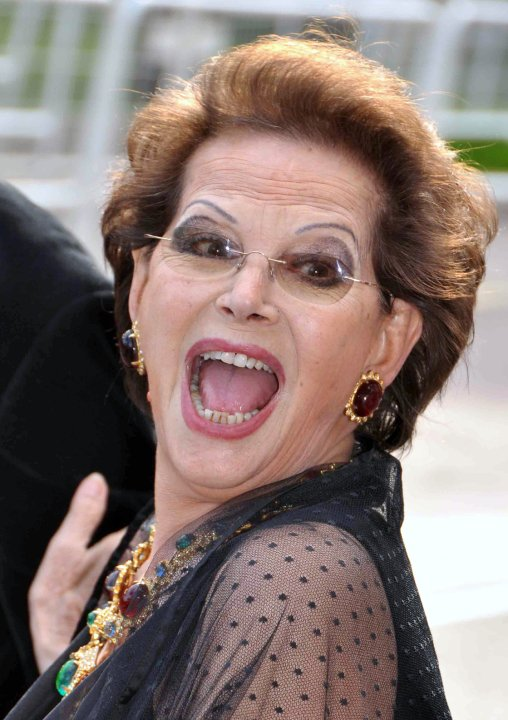
في مهرجان كان 2010
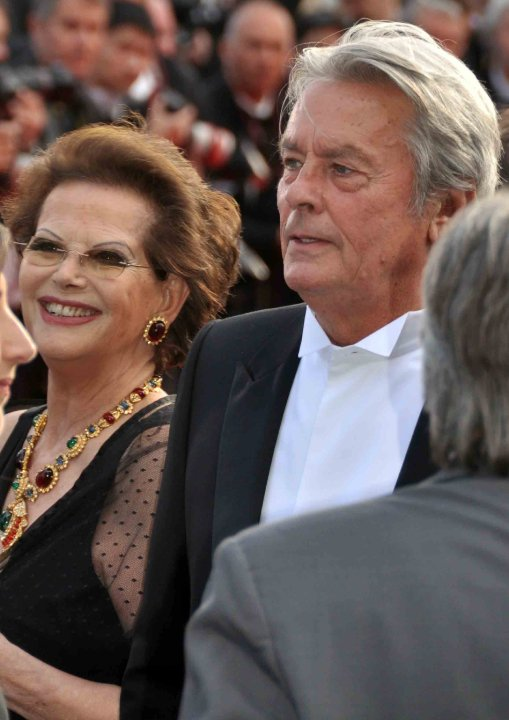
مع الان ديلون في مهرجان كان
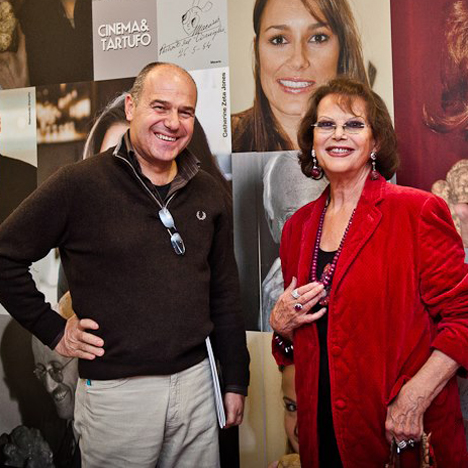
مع الكاتب جيوردانو بيرتي
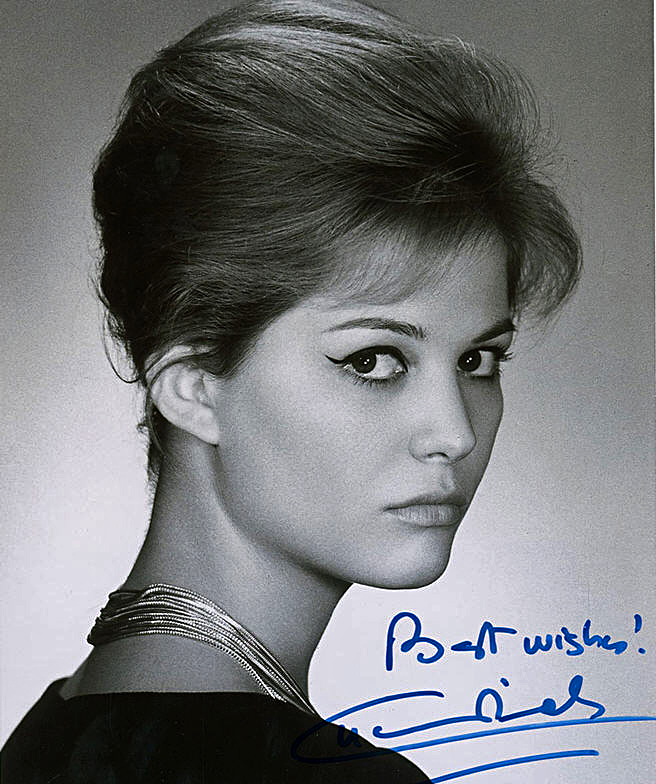
صورة بإمضائها
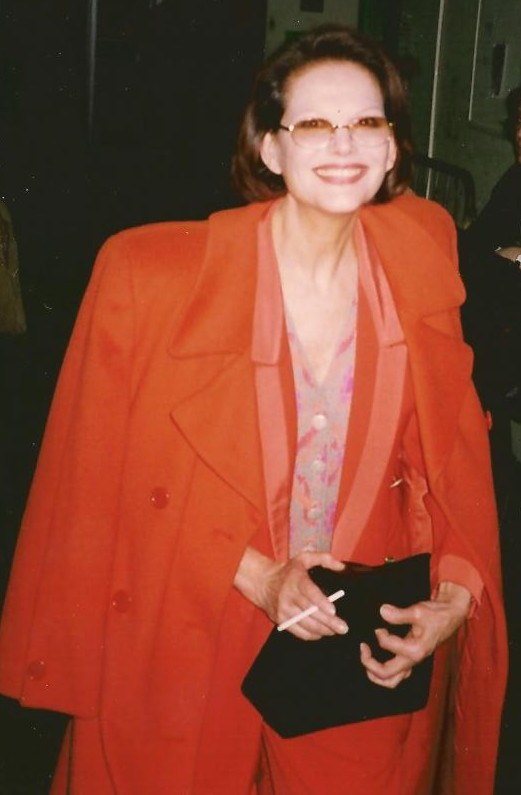
كلاوديا عام 1995

## أهم أفلامها
- I soliti ignoti 1958
- Vento del sud 1959
- Three Strangers in Rome 1959
- Il magistrato 1959
- I Delfini 1960
- La Viaccia 1961
- 1963 Otto e mezzo
- The Leopard (film)|The Leopard 1963
- The Pink Panther 1963
- Il magnifico cornuto 1964
- Vaghe stelle dell'Orsa 1965
- Né onore né gloria 1966
- Don't Make Waves 1967
- Ruba al prossimo tuo.... 1968
- I contrabbandieri del cielo 1968
- Once Upon a Time in the West 1968
- La tenda rossa 1969
- The Adventures of Gerard 1970
- Popsy Pop 1970
- L'udienza 1971
- Il clan dei marsigliesi 1972
- Il giorno del furore 1973
- I guappi 1974
- Libera, amore mio 1975
- Qui comincia l'avventura 1975
- Il comune senso del pudore 1976
- Goodbye & Amen - L'uomo della CIA 1977
- L'arma 1978
- Amici e nemici 1979
- Si salvi chi vuole 1980
- La Salamandra 1981
- Il regalo 1981
- Fitzcarraldo 1981
- La pelle 1981
- Una cascata d'oro 1983
- Claretta 1984
- La donna delle meraviglie 1985
- La storia 1986
- Blu elettrico 1988
- Atto di dolore 1990
- Mayrig 1991
- Son of the Pink Panther 1993
- Nostromo (film)|Nostromo 1996
- Li chiamarono briganti! 1999
- And now... Ladies and Gentlemen 2002